# 로이 크리슈나
로이 크리슈나(Roy Krishna, 1987년 8월 20일 ~ )는 피지의 축구 선수로 현재 인도 슈퍼리그의 오디샤 FC에서 공격수로 활약 중이며 피지 축구 국가대표팀의 주장이자 피지 대표팀 역사상 국제 A매치 최다 출전 및 최다 득점 기록 보유자이다.

## 클럽 경력

### 와이타케레 유나이티드
2008년 1월 뉴질랜드 풋볼 챔피언십의 와이타케레 유나이티드로 이적하여 2012-13 시즌까지 공식전 103경기 72골의 폭발적인 득점력으로 리그 5회 우승(2007-08, 2009-10, 2010-11, 2011-12, 2012-13) 및 1회 준우승(2008-09), 2007-08년 OFC 챔피언스리그 우승, 2008-09년 OFC 챔피언스리그 3위, 2009-10년 OFC 챔피언스리그 준우승, 2010-11년 OFC 챔피언스리그 4위, 2011-12년 OFC 챔피언스리그 3위, 2012-13년 OFC 챔피언스리그 준우승 등의 성과를 남기며 와이타케레의 에이스로 맹활약했다.

### 오클랜드 시티
2013년 9월 같은 뉴질랜드 풋볼 챔피언십의 오클랜드 시티로 이적하여 3개월 후 열린 모로코 보톨라 리그 1 소속팀인 라자 카사블랑카와의 2013년 FIFA 클럽 월드컵 플레이오프에서 FIFA 주관 대회 첫 득점을 신고하는 등 2013년에만 공식전 5경기 2골을 기록하면서 2013년 채리티컵 우승을 경험했다.

### 웰링턴 피닉스
2013-14 시즌이 진행 중이던 2014년 1월 7일 호주 A리그의 웰링턴 피닉스 유니폼으로 갈아입은 후 2018-19 시즌까지 공식전 125경기 52골의 준수한 활약을 펼쳤고 특히 2018-19 시즌에는 리그 득점왕(18골)까지 거머쥐기도 했지만 팀은 이렇다할 성과를 내지 못했다.

### ATK
2018-19 시즌을 끝으로 11년간의 뉴질랜드 생활을 마무리한 뒤 인도 슈퍼리그의 ATK 입단을 통해 처음으로 아시아 무대로 진출했고 2019-20 시즌 리그 22경기 15골로 공동 득점왕에 오르며 리그 우승의 주역으로 활약했다.

### 모훈 바간
ATK를 2019-20 시즌 인도 슈퍼리그 우승팀으로 만든 이후 같은 인도 슈퍼리그팀인 모훈 바간으로 트레이드되어 2시즌동안 공식전 46경기 24골을 터뜨리는 활약을 펼치며 2020-21 시즌 리그 준우승, 2021-22 시즌 리그 4강, AFC 챔피언스리그 투 2회 연속 지역간 준결승 진출(2021, 2022)에 기여했다.

### 벵갈루루 FC
2021-22 시즌 이후 수닐 체트리의 소속팀이자 같은 인도 슈퍼리그의 강호인 벵갈루루 FC로 이적하여 2022-23 시즌 공식전 33경기 10골을 터뜨리며 2022년 듀런드컵 우승, 2023년 인도 슈퍼컵 준우승, 2022-23 시즌 리그 준우승에 이바지했다.

### 오디샤 FC
2023-24 시즌을 앞둔 2023년 7월 17일 또 다른 인도 슈퍼리그팀인 오디샤 FC와 1년 계약을 체결했다.

## 국가대표팀 경력

### 피지 U-20 대표팀
피지 U-20 대표팀의 일원으로 2007년 OFC U-20 챔피언십에 참가하여 8골로 득점왕 타이틀을 거머쥐며 팀의 준우승을 이끌었다.

### 피지 U-23 대표팀
피지 U-23 대표팀 소속으로 2008년 하계 올림픽 오세아니아 지역 예선에 출전하여 5경기 3골로 활약했고 이후 2016년 하계 올림픽에서는 와일드카드로 발탁되며 생애 첫 올림픽 무대를 밟았지만 팀은 이 대회에서 3전 전패·C조 최하위이자 대회 출전 16팀 중 꼴찌라는 처참한 성적으로 조별리그에서 탈락하면서 세계 축구의 높은 벽을 실감했다.

### 피지 A대표팀
국제 A매치 데뷔 무대인 2010년 FIFA 월드컵 오세아니아 지역 1차 예선 겸 2007년 퍼시픽 게임 6경기에서 4골을 터뜨리며 2007년 퍼시픽 게임 은메달 및 2010년 FIFA 월드컵 오세아니아 지역 최종 예선 진출을 이끌었다.
이후 뉴질랜드와의 2008년 OFC 네이션스컵 겸 2010년 FIFA 월드컵 오세아니아 지역 최종 예선 마지막 경기에서 멀티골을 터뜨리며 팀의 2-0 승리를 이끌었고 3년 뒤 열린 2011년 퍼시픽 게임에서도 4골을 터뜨리며 피지의 2대회 연속 퍼시픽 게임 메달 획득을 이끌었다.
그 뒤 2018년 FIFA 월드컵 오세아니아 지역 2차 예선을 겸한 2016년 OFC 네이션스컵에서 비록 4강엔 오르지 못했지만 3경기에서 3골을 터뜨리는 활약으로 8년만의 월드컵 오세아니아 지역 최종 예선 진출을 이끌며 피지의 에이스다운 면모를 유감없이 발휘했다.
이후 2019년 퍼시픽 게임 6경기에서도 무려 6골을 폭격하며 피지의 8년만의 퍼시픽 게임 동메달을 이끌었고 솔로몬 제도와의 2022년 MSG 프라임 미니스터컵 B조 조별리그 2차전에서 0-2로 뒤져 있던 후반 19분경 만회골을 터뜨리며 팀의 4강 진출에 일조한 뒤 2023년 퍼시픽 게임에서도 4경기 3골을 터뜨리며 2회 연속 퍼시픽 게임 동메달 획득을 이끌었다.
그 후 자국에서 열린 2024년 OFC 네이션스컵에서는 5골로 국가대표팀 데뷔 이후 생애 첫 대회 득점왕을 거머쥐는 기염을 토하며 1998년 이후 26년만의 OFC 네이션스컵 4강 진출을 이끈 뒤 2026년 FIFA 월드컵 오세아니아 지역 2차 예선에서도 3경기 3골을 터뜨리며 8년 4개월만의 월드컵 오세아니아 지역 최종 예선 진출에도 앞장섰다.

## 사생활
현재 피지와 뉴질랜드 국적을 보유하고 있는 이중국적자로 2018년 12월 뉴질랜드 시민권을 취득했으나 대표팀은 여전히 피지에서 뛰고 있으며 2018년 7월 인도계 피지 모델이자 언론인인 나지아 알리와 결혼했다.

## 대회 성적

### 클럽
와이타케레 유나이티드
- 뉴질랜드 풋볼 챔피언십 : 우승 (2007-08, 2009-10, 2010-11, 2011-12, 2012-13), 준우승 (2008-09)
- OFC 챔피언스리그 : 우승 (2007-08), 준우승 (2009-10, 2012-13), 3위 (2011-12), 4위 (2010-11)

 오클랜드 시티
- 채리티컵 : 우승 (2013)

 ATK
- 인도 슈퍼리그 : 우승 (2019-20)

 모훈 바간
- 인도 슈퍼리그 : 준우승 (2020-21), 4강 (2021-22)

 벵갈루루 FC
- 인도 슈퍼리그 : 준우승 (2022-23)
- 듀런드컵 : 우승 (2022)
- 인도 슈퍼컵 : 준우승 (2023)

### 국가대표팀
피지 U-20
- OFC U-19 챔피언십 : 준우승 (2007)

 피지
- OFC 네이션스컵 : 4위 (2024)
- 퍼시픽 게임 : 은메달 (2007), 동메달 (2011, 2019, 2023)
- MSG 프라임 미니스터스컵 : 3위 (2022)

### 개인
- 뉴질랜드 풋볼 챔피언십 올해의 선수 : 2008-09
- OFC U-19 챔피언십 득점상 : 8골 (2007)
- 오세아니아 올해의 선수 후보 : 2008
- 뉴질랜드 풋볼 챔피언십 득점상 : 2012-13 (12골)
- 웰링턴 피닉스 선수 선정 올해의 선수상 : 2016-17
- 호주 A리그 이달의 선수상 : 2019년 1월
- 호주 A리그 득점상 : 2018-19 (18골)
- 조니 워런 메달 : 2018-19
- 인도 슈퍼리그 이달의 선수상 : 2019년 11월
- 인도 슈퍼리그 득점상 : 2019-20 (15골), 2020-21 (14골)
- 국제축구역사통계연맹 10년간 최고의 오세아니아 남자팀 : 2011 ~ 2020
- 국제축구역사통계연맹 오세아니아 남자 역대급팀 : 2021
- 인도 슈퍼리그 최우수선수 : 2020-21
- 모훈 바간 올해의 최우수선수 : 2021
- OFC 네이션스컵 득점상 : 2024 (5골)